# Pussy (Automarke)
Pussy war eine brasilianische Automarke.

## Markengeschichte
Ein Unternehmen aus dem Stadtteil Botafogo von Rio de Janeiro stellte in der ersten Hälfte der 1980er Jahre Automobile her. Der Markenname lautete Pussy.

## Fahrzeuge
Das einzige Modell war ein VW-Buggy. Er wird als konventionell beschrieben, hatte also ein Fahrgestell von Volkswagen do Brasil, eine Karosserie aus Fiberglas und einen luftgekühlten Vierzylinder-Boxermotor im Heck. Die offene viersitzige Karosserie kam ohne Türen aus und hatte einen Überrollbügel hinter den vorderen Sitzen. Eckige Scheinwerfer waren in die Fahrzeugfront integriert. Die Rückleuchten waren ebenfalls eckig.